# Nancy Adams
Nancy Mary Adams est une botaniste, illustratrice botanique et curatrice de musée néo-zélandaise née le 19 mai 1926 à Levin, en Nouvelle-Zélande et morte le 27 mars 2007 à Wellington. Ses publications plusieurs fois primées témoignent d’une connaissance approfondie de la flore néo-zélandaise et d’un talent d’illustration scientifique précis et élégant.

## Biographie

### Jeunesse
Jacqueline Nancy Mary Adams est née le 19 mai 1926 à Levin, en Nouvelle-Zélande. Elle est la fille de Jessie Whittaker et de Kenneth Ernest Adams, notaire. L’arrière-grand-père de Nancy Mary Adams, James Adams (1839–1906), est un éducateur et botaniste originaire d'Irlande. Il émigre en Nouvelle-Zélande en 1870,.
Très tôt, la jeune femme démontre du talent pour le dessin et un vif intérêt pour les plantes. « Dès ma plus tendre enfance, je savais qu’il y avait quelqu’un qui dessinait les plantes dans les livres. C’est ce que je voulais faire. » Après le divorce de ses parents, Adams vit à Wellington chez ses grands-parents maternels, propriétaires de la chocolaterie Whittaker's (en). Déjà à l’école primaire, les dessins de Nancy Mary Adams démontrent un œil aiguisé.
Elle poursuit ses études au Wellington Girls' College (en), où elle bénéficie des leçons d’excellents professeurs de dessin, et ses premières ébauches témoignent d’un plaisir évident à rendre compte des détails et de la couleur.

### Carrière
Elle commence des études de botanique et zoologie au Victoria University College, qu'elle doit arrêter à cause de la poliomyélite. Durant la Seconde Guerre mondiale, elle rejoint le Department of Scientific and Industrial Research (DSIR) en 1943, comme d'autres jeunes femmes qui doivent remplacer les hommes mobilisés, et devient technicienne dans la division de botanique, alors qu'elle n'a que 16 ans. Elle fait la connaissance de Lucy Beatrice Moore, experte des algues, notamment chargée d’évaluer les ressources en agar-agar. Durant la guerre, cette substance est une ressource critique pour la recherche médicale, fournie jusqu'avant le conflit par le Japon, devenu depuis un adversaire militaire.
Avec l’épanouissement de ses talents d’observation et de dessin, elle est promue illustratrice botanique en 1953, et exécute tous les dessins pour la division de botanique. Son travail contribue à l’étude de la flore indigène néo-zélandaise.
En 1959, Nancy Adams quitte le DSIR et prend un poste d’assistante conservatrice en botanique au Dominion Museum (devenu depuis le Te Papa Tongarewa). Elle se familiarise avec les spécimens des collections botaniques du musée, les enrichit et les rectifie parfois. La collection d’algues marines passe de 1000 à 20 000 spécimens grâce à elle. L’illustratrice s’intéresse notamment à l’histoire de la botanique, et publie des articles portant notamment sur les travaux de John Buchanan et sur ceux de son arrière-grand-père, James Adams.
En 1963, son patient travail sur le terrain et dans les archives du musée culmine avec la publication de deux livres devenus des classiques : Plants of the New Zealand coast (co-écrit avec Lucy Moore) et Trees and shrubs of New Zealand (co-écrit avec Alick Lindsay Poole). En 1964, ses contributions à la botanique et à la conservation de la nature lui méritent la Loder Cup. Cet honneur salue tout particulièrement ses illustrations pour le Department of Conservation, qui figurent dans les documents sur les parcs nationaux de Nouvelle-Zélande.
En 1987, elle prend sa retraite du musée national, mais poursuit ses activités en tant qu’associée de recherche honoraire; sa collègue Wendy A. Nelson lui succède comme curatrice. En 1994, elle publie Seaweeds of New Zealand : An Illustrated Guide, le livre dont elle est le plus fière, et où s'épanouissent toute son érudition botanique et son exceptionnel talent d’illustratrice. Ce chef-d’œuvre comptant 116 gravures lui apporte une notoriété internationale.

« Pour produire une illustration, quelqu’un a dû réfléchir au sujet et a dû interpréter la plante pour le lecteur, ce qui rend le dessin plus riche en information. »

— Nancy Adams, New Zealand Listener, 191 (3312), 1er novembre 2003
Au cours de sa carrière, Nancy Adams illustre plus de 40 documents à l’aquarelle, au crayon, ou encore à l’encre, et contribue ainsi à diffuser la connaissance des plantes néo-zélandaises. Ses illustrations font l'objet d'expositions.

### Vie privée
Même si d’aucuns la considèrent timide et sévère, Nancy Adams est connue pour son tempérament affable, farceur et sociable. Endeuillée par la mort tragique de deux courtisans au cours de sa vie, elle ne s’est jamais mariée. Malgré les séquelles de la poliomyélite, elle démontre une énergie exceptionnelle et un grand amour des excursions en plein air.
Elle meurt le 27 mars 2007 à Karori, une banlieue de Wellington, à 80 ans.
Ses illustrations sont conservées aux archives du Te Papa Tongarewa.

## Contributions à la systématique botanique

Spécimen de Nesophila hoggardii W.A.Nelson & N.M.Adams.

Nancy Adams est l'auteure de plusieurs taxons en botanique, en particulier des algues rouges. Ainsi, elle découvre et documente (avec ses co-auteurs éventuels) Erythrotrichia foliiformis South & N.M.Adams, Polysiphonia pernacola N.M.Adams, Antithamnionella adnata (J.Agardh) N.M.Adams et Nesophila hoggardii W.A.Nelson & N.M.Adams.

## Distinctions
- 1964 : Loder Cup en reconnaissance de ses efforts de conservation de la nature
- 1989 : Queen's Service Order (QSO)
- 1990 : Médaille commémorative 1990 de Nouvelle-Zélande
- 1995 : Montana Book Award pour Seaweeds of New Zealand: An Illustrated Guide
- 1995 : Commandeur de l'Empire britannique (CBE)